# Урочище «Провалля»
Урочище «Провалля» — гідрологічна пам'ятка природи місцевого значення в Україні. Пам'ятка природи розташована на території Тернопільського району Тернопільської області, с. Новики, східна околиця.
Площа — 4,7000 га, статус отриманий у 1999 році.